# IFA Premiership 2010/11
Der IFA Premiership 2010/11 war die dritte Spielzeit der höchsten nordirischen Fußballliga seit der Neuorganisation der Liga und die 110. Spielzeit insgesamt. Die Saison begann am 8. August 2010 und endete am 30. April 2011 mit den letzten Spielen des Meisterschafts-Playoffs und des Abstiegs-Playouts.
Nach 33 Spieltagen teilte sich die Liga in ein Meisterplayoff und ein Abstiegsplayout mit jeweils sechs Teams, in denen jede Mannschaft einmal gegen jedes Team der Gruppe antrat.
Der Linfield FC konnte den Titel erfolgreich verteidigen und gewann seine insgesamt 50. Meisterschaft. In die zweite Liga absteigen musste der letztplatzierte Club Newry City.

## Mannschaften
| Verein             | Stadion               | Stadt     | Kapazität |
| ------------------ | --------------------- | --------- | --------- |
| Ballymena United   | The Showgrounds       | Ballymena | 01.418    |
| Cliftonville FC    | Solitude              | Belfast   | 02.180    |
| Coleraine FC       | The Showgrounds       | Coleraine | 02.496    |
| Crusaders FC       | Seaview               | Belfast   | 01.977    |
| Donegal Celtic     | Donegal Celtic Park   | Belfast   | 02.254    |
| Dungannon Swifts   | Stangmore Park        | Dungannon | 05.000    |
| Glenavon FC        | Mourneview Park       | Lurgan    | 09.000    |
| Glentoran FC       | The Oval              | Belfast   | 05.056    |
| Linfield FC        | Windsor Park          | Belfast   | 12.342    |
| Lisburn Distillery | New Grosvenor Stadium | Lisburn   | 07.000    |
| Newry City         | The Showgrounds       | Newry     | 06.500    |
| Portadown FC       | Shamrock Park         | Portadown | 02.227    |

## Tabellen

### Vorrunde
| Pl. | Verein             | Sp. | S  | U  | N  | Tore    | Diff. | Punkte |
| --- | ------------------ | --- | -- | -- | -- | ------- | ----- | ------ |
| 1.  | Linfield FC (M, P) | 33  | 21 | 7  | 5  | 070:270 | +43   | 70     |
| 2.  | Crusaders FC       | 33  | 21 | 4  | 8  | 069:510 | +18   | 67     |
| 3.  | Glentoran FC       | 33  | 18 | 5  | 10 | 055:320 | +23   | 59     |
| 4.  | Cliftonville FC    | 33  | 15 | 7  | 11 | 052:490 | +3    | 52     |
| 5.  | Lisburn Distillery | 33  | 13 | 6  | 14 | 044:520 | −8    | 45     |
| 6.  | Portadown FC       | 33  | 13 | 5  | 15 | 045:530 | −8    | 44     |
| 7.  | Coleraine FC       | 33  | 13 | 4  | 16 | 040:460 | −6    | 43     |
| 8.  | Ballymena United   | 33  | 10 | 11 | 12 | 042:500 | −8    | 41     |
| 9.  | Glenavon FC        | 33  | 10 | 9  | 14 | 051:530 | −2    | 39     |
| 10. | Dungannon Swifts   | 33  | 10 | 9  | 14 | 042:490 | −7    | 39     |
| 11. | Donegal Celtic (N) | 33  | 7  | 7  | 19 | 049:780 | −29   | 28     |
| 12. | Newry City         | 33  | 6  | 8  | 19 | 037:560 | −19   | 26     |

| (M) | amtierender nordirischer Meister            |
| (P) | amtierender nordirischer Pokalsieger        |
| (N) | Aufsteiger aus der IFA Championship 2009/10 |

#### Kreuztabelle
| Hinrunde (Runden 1–22) | Hinrunde (Runden 1–22) | Hinrunde (Runden 1–22) | Hinrunde (Runden 1–22) | Hinrunde (Runden 1–22) | Hinrunde (Runden 1–22) | Hinrunde (Runden 1–22) | Hinrunde (Runden 1–22) | Hinrunde (Runden 1–22) | Hinrunde (Runden 1–22) | Hinrunde (Runden 1–22) | Hinrunde (Runden 1–22) | 2010/11            | Rückrunde (Runden 23–33) | Rückrunde (Runden 23–33) | Rückrunde (Runden 23–33) | Rückrunde (Runden 23–33) | Rückrunde (Runden 23–33) | Rückrunde (Runden 23–33) | Rückrunde (Runden 23–33) | Rückrunde (Runden 23–33) | Rückrunde (Runden 23–33) | Rückrunde (Runden 23–33) | Rückrunde (Runden 23–33) | Rückrunde (Runden 23–33) |
| ---------------------- | ---------------------- | ---------------------- | ---------------------- | ---------------------- | ---------------------- | ---------------------- | ---------------------- | ---------------------- | ---------------------- | ---------------------- | ---------------------- | ------------------ | ------------------------ | ------------------------ | ------------------------ | ------------------------ | ------------------------ | ------------------------ | ------------------------ | ------------------------ | ------------------------ | ------------------------ | ------------------------ | ------------------------ |
| Ballymena United       | Cliftonville FC        | Coleraine FC           | Crusaders FC           | Donegal Celtic         |                        | Glenavon FC            | Glentoran FC           |                        | Lisburn Distillery     |                        | Portadown FC           | Verein             | Ballymena United         | Cliftonville FC          | Coleraine FC             | Crusaders FC             | Donegal Celtic           |                          | Glenavon FC              | Glentoran FC             |                          | Lisburn Distillery       |                          | Portadown FC             |
|                        | 1:1                    | 0:1                    | 1:1                    | 0:4                    | 1:1                    | 3:3                    | 0:2                    | 3:3                    | 0:1                    | 1:0                    | 3:1                    | Ballymena United   |                          | –                        | 1:1                      | 0:3                      | 0:3                      | –                        | –                        | 2:3                      | –                        | –                        | –                        | 3:1                      |
| 5:0                    |                        | 0:2                    | 2:1                    | 4:2                    | 2:0                    | 0:2                    | 2:1                    | 3:1                    | 1:3                    | 2:1                    | 0:1                    | Cliftonville FC    | 2:2                      |                          | –                        | –                        | 2:2                      | 3:2                      | –                        | –                        | 2:4                      | 3:2                      | –                        | 1:3                      |
| 1:0                    | 3:1                    |                        | 0:3                    | 4:0                    | 0:3                    | 0:2                    | 1:2                    | 0:2                    | 0:1                    | 2:0                    | 1:3                    | Coleraine FC       | –                        | 3:2                      |                          | 1:3                      | –                        | –                        | –                        | 3:1                      | –                        | 1:2                      | 3:1                      | 1:1                      |
| 2:1                    | 1:3                    | 2:0                    |                        | 4:5                    | 1:1                    | 5:4                    | 1:0                    | 2:1                    | 1:2                    | 2:1                    | 3:1                    | Crusaders FC       | –                        | 5:0                      | –                        |                          | 2:1                      | 2:2                      | 1:0                      | 2:1                      | –                        | –                        | –                        | –                        |
| 2:3                    | 1:1                    | 2:1                    | 1:3                    |                        | 3:4                    | 1:4                    | 0:3                    | 1:3                    | 2:1                    | 0:3                    | 4:4                    | Donegal Celtic     | –                        | –                        | 1:1                      | –                        |                          | –                        | 3:3                      | –                        | 2:0                      | –                        | 0:0                      | 0:2                      |
| 1:2                    | 0:1                    | 3:0                    | 2:3                    | 0:0                    |                        | 2:1                    | 1:3                    | 2:1                    | 2:2                    | 0:0                    | 0:1                    | Dungannon Swifts   | 1:0                      | –                        | 1:0                      | –                        | 3:1                      |                          | 2:2                      | –                        | 0:4                      | 1:2                      | –                        | –                        |
| 0:2                    | 1:2                    | 1:2                    | 2:1                    | 3:1                    | 2:1                    |                        | 0:1                    | 0:1                    | 1:1                    | 2:1                    | 1:0                    | Glenavon FC        | 3:1                      | 0:2                      | 1:2                      | –                        | –                        | –                        |                          | –                        | 2:2                      | 0:1                      | 2:1                      | –                        |
| 1:2                    | 2:0                    | 2:0                    | 3:1                    | 1:0                    | 0:2                    | 4:1                    |                        | 0:0                    | 1:3                    | 2:0                    | 1:0                    | Glentoran FC       | –                        | 0:0                      | –                        | –                        | 4:0                      | 0:0                      | 2:2                      |                          | 1:2                      | –                        | –                        | 0:1                      |
| 0:0                    | 0:0                    | 1:0                    | 8:1                    | 6:2                    | 1:0                    | 1:0                    | 2:1                    |                        | 1:0                    | 4:0                    | 5:0                    | Linfield FC        | 0:0                      | –                        | 0:1                      | 3:1                      | –                        | –                        | –                        | –                        |                          | 2:0                      | 1:1                      | –                        |
| 1:1                    | 1:1                    | 0:3                    | 2:4                    | 1:3                    | 4:1                    | 2:2                    | 1:6                    | 0:4                    |                        | 2:1                    | 2:0                    | Lisburn Distillery | 0:1                      | –                        | –                        | 0:1                      | 3:1                      | –                        | –                        | 0:2                      | –                        |                          | –                        | 2:1                      |
| 0:4                    | 0:1                    | 2:2                    | 1:1                    | 2:1                    | 3:0                    | 2:1                    | 0:0                    | 1:2                    | 1:1                    |                        | 4:2                    | Newry City         | 1:1                      | 0:2                      | –                        | 2:3                      | –                        | 0:1                      | –                        | 3:4                      | –                        | 2:1                      |                          | –                        |
| 1:3                    | 2:1                    | 2:0                    | 0:2                    | 3:0                    | 2:2                    | 2:2                    | 0:1                    | 1:2                    | 1:0                    | 4:2                    |                        | Portadown FC       | –                        | –                        | –                        | 0:1                      | –                        | 2:1                      | 1:1                      | –                        | 0:4                      | –                        | 2:1                      |                          |

### Meisterplayoff
| Pl. | Verein             | Sp. | S  | U | N  | Tore    | Diff. | Punkte |
| --- | ------------------ | --- | -- | - | -- | ------- | ----- | ------ |
| 1.  | Linfield FC (M, P) | 38  | 26 | 7 | 5  | 080:290 | +51   | 85     |
| 2.  | Crusaders FC       | 28  | 13 | 5 | 10 | 078:590 | +19   | 44     |
| 3.  | Glentoran FC       | 38  | 20 | 6 | 12 | 063:410 | +22   | 66     |
| 4.  | Cliftonville FC 1  | 38  | 17 | 7 | 14 | 060:560 | +4    | 58     |
| 5.  | Portadown FC       | 38  | 15 | 5 | 18 | 049:580 | −9    | 50     |
| 6.  | Lisburn Distillery | 38  | 14 | 6 | 18 | 050:660 | −16   | 48     |

| (M) | amtierender nordirischer Meister     |
| (P) | amtierender nordirischer Pokalsieger |

#### Kreuztabelle
| 2010/11            | Cliftonville FC | Crusaders FC | Glentoran FC |     | Lisburn Distillery | Portadown FC |
| Cliftonville FC    |                 | 3:0          | 1:2          | –   | –                  | –            |
| Crusaders FC       | –               |              | –            | 0:1 | 4:1                | 3:1          |
| Glentoran FC       | –               | 2:2          |              | –   | 2:1                | –            |
| Linfield FC        | 1:0             | –            | 3:2          |     | –                  | 1:0          |
| Lisburn Distillery | 4:3             | –            | –            | 0:4 |                    | –            |
| Portadown FC       | 0:1             | –            | 2:0          | –   | 1:0                |              |

### Abstiegsplayout
| Pl. | Verein           | Sp. | S  | U  | N  | Tore    | Diff. | Punkte |
| --- | ---------------- | --- | -- | -- | -- | ------- | ----- | ------ |
| 7.  | Coleraine FC     | 38  | 17 | 5  | 16 | 051:500 | +1    | 56     |
| 8.  | Dungannon Swifts | 38  | 14 | 9  | 15 | 050:530 | −3    | 51     |
| 9.  | Ballymena United | 38  | 12 | 13 | 13 | 048:560 | −8    | 49     |
| 10. | Glenavon FC      | 38  | 12 | 9  | 17 | 060:590 | +1    | 45     |
| 11. | Donegal Celtic 2 | 38  | 8  | 8  | 22 | 055:890 | −34   | 32     |
| 12. | Newry City (N)   | 38  | 6  | 8  | 24 | 037:650 | −28   | 26     |

| (N) | Aufsteiger aus der IFA Championship 2009/10 |

#### Kreuztabelle
| 2010/11          | Ballymena United | Coleraine FC | Donegal Celtic |     | Glenavon FC |     |
| Ballymena United |                  | –            | –              | 0:2 | 1:0         | 1:0 |
| Coleraine FC     | 1:1              |              | 3:1            | 2:1 | 2:1         | –   |
| Donegal Celtic   | 3:3              | –            |                | 1:2 | –           | –   |
| Dungannon Swifts | –                | –            | –              |     | –           | 1:0 |
| Glenavon FC      | –                | –            | 3:0            | 1:2 |             | –   |
| Newry City       | –                | 0:2          | 0:1            | –   | 0:4         |     |

## Torschützen
| Pl. | Spieler         | Verein           | Tore |
| --- | --------------- | ---------------- | ---- |
| 1.  | Peter Thompson  | Linfield FC      | 23   |
| 2.  | Paul McVeigh    | Donegal Celtic   | 19   |
| 2.  | Jordan Owens    | Crusaders FC     | 19   |
| 4.  | Daryl Fordyce   | Glentoran FC     | 17   |
| 5.  | Stuart Dallas   | Crusaders FC     | 16   |
| 6.  | Matty Burrows   | Glentoran FC     | 15   |
| 7.  | Leon Knight     | Coleraine FC     | 14   |
| 7.  | Gary McCutcheon | Ballymena United | 14   |
| 9.  | Gary Hamilton   | Glenavon         | 13   |
| 9.  | Ryan Henderson  | Donegal Celtic   | 13   |